# Alzaia (De Luca)
Alzaia è un'antologia di memorie di Erri De Luca. Essa è composta da vari capitoli, ognuno di una sola pagina, in cui l'autore, partendo da esperienze di vita personali, scrive diverse riflessioni su numerosi ambiti: la religione, la politica, la società e il progresso.

## Edizioni
- Erri De Luca, Alzaia, Feltrinelli Editore, 2014,  p. 130, ISBN 9788807885686.